# Казанский 9-й драгунский полк

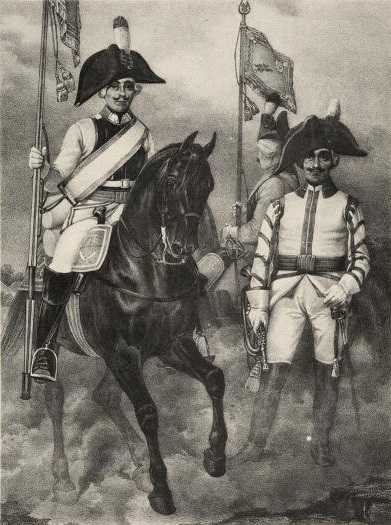
Эстандарт-юнкер Екатеринославского и трубач Казанского кирасирского полков, 1797—1801.

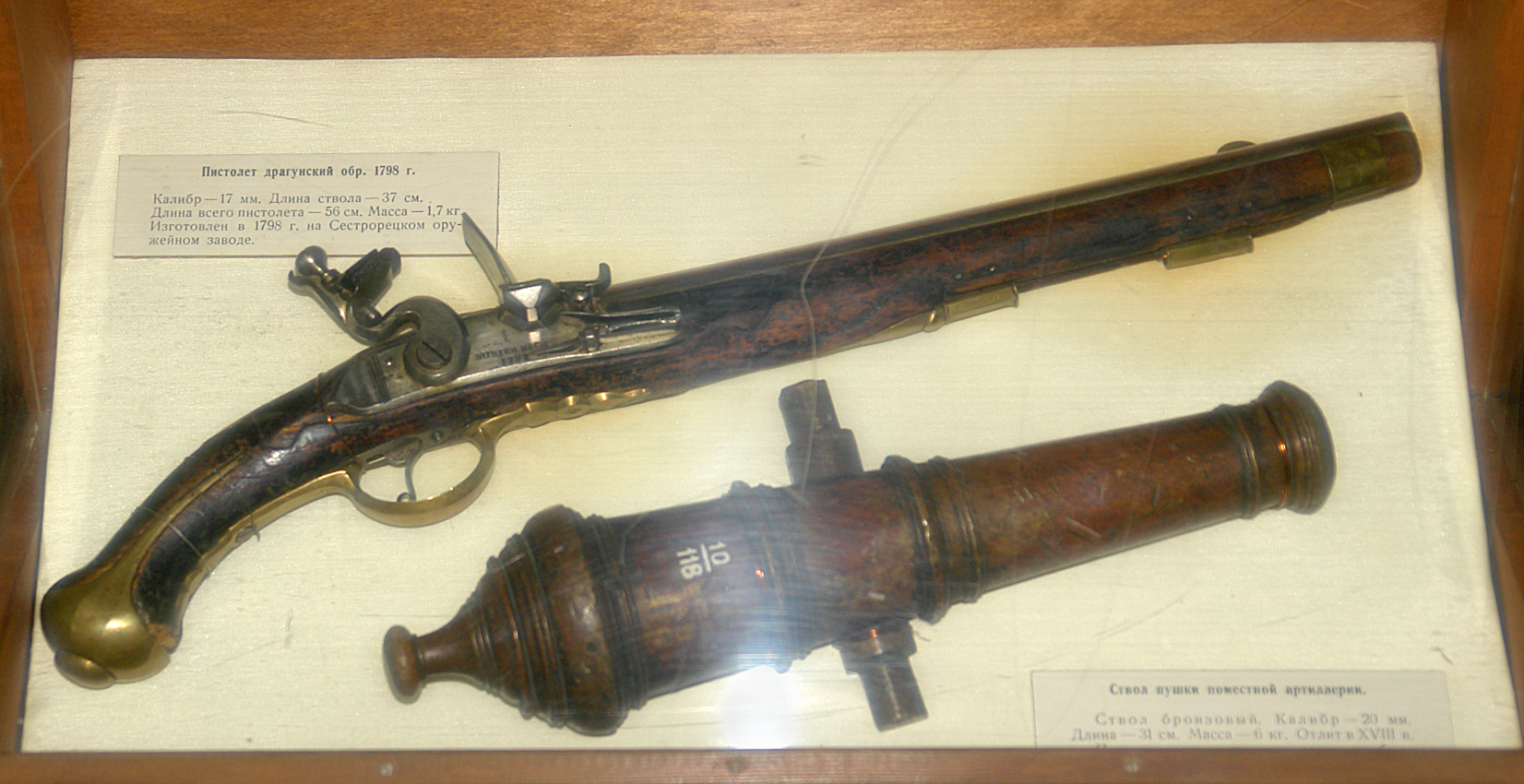
Пистолет драгунский, образца 1798 года.
Калибр — 17 мм
Длина ствола 37 сантиметров.
Длина всего пистолета — 56 см
Масса — 1,7 кг
Изготовлен в 1798 году на Сестрорецком оружейном заводе.

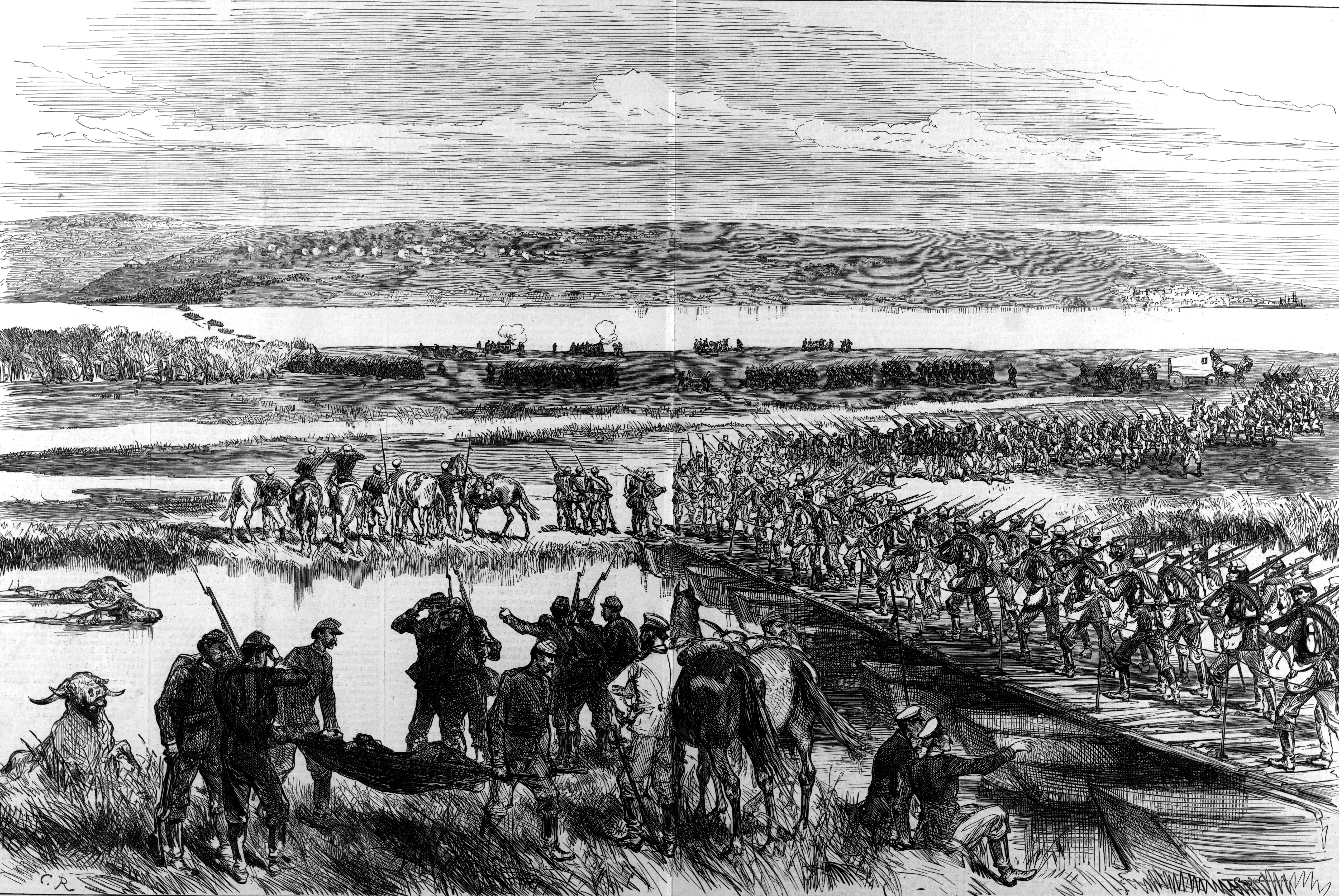
Комбинированная переправа русских войск (в том числе и 9-го драгунского Казанского Е. И. В. Эрцгерцога Австрийского Леопольда полка) через Дунай у Зимницы, Освободительная война, на переднем плане мостовая и слева (по реке) видна паромная.

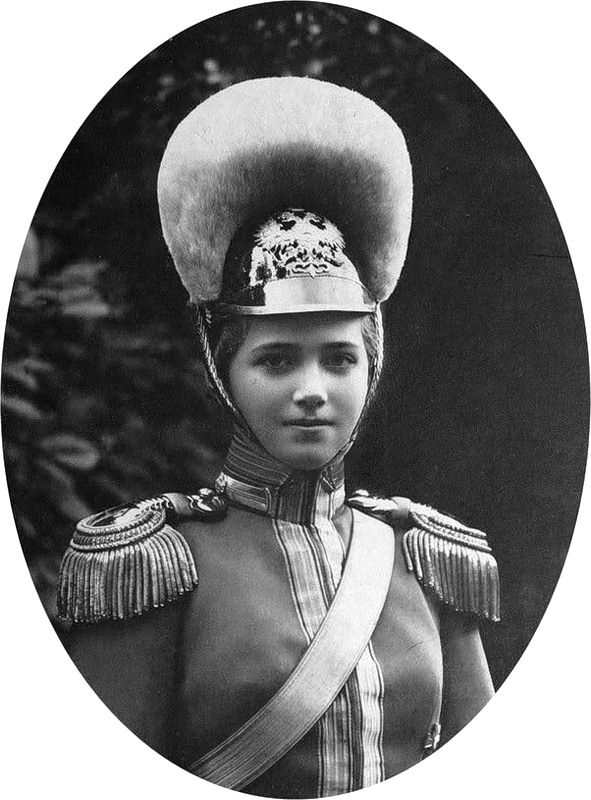
Шеф (почётный командир) Мария Николаевна в парадной форме одежды «своего» полка.

9-й драгунский Казанский Её Императорского Высочества Великой Княжны Марии Николаевны полк — кавалерийская часть Русской императорской армии.
Полковой праздник: 22 октября (4 ноября), день иконы Казанской Пресвятой Богородицы (в честь избавления Москвы).
Старшинство: 15 июня (27 июня) 1701 года.

## Места дислокации
1771 — Гапсаль. Полк входил в состав Эстляндской дивизии.
1820 — Бобров Воронежской губернии. Полк входил в состав 2-й драгунской дивизии.
1901 — Житомир.

## Полные наименования
- Драгунский полковника Данила Шеншина полк[3]
- Драгунский полковника Михаила Зыбина полк[4], с 10 сентября 1702 года;
- Драгунский полковника Василия Григорова полк;
- Драгунский полковника Андрея Ахматова полк, с мая 1703 года;
- Драгунский полковника Афанасия Астафьева полк, с августа 1703 года;
- Драгунский полковника Иогана-Фердинанда-Адольфа фон Милен-Фельзена полк, с весны 1706 г.
- Казанский драгунский полк, с 10.03.1708 года[4];
- 1-й Свияжский драгунский полк, с 16.02. по 11.11.1727 года;
- Казанский кирасирский полк, с 12.09.1740 года;
- Кирасирский Принца Петра Курляндского полк, с 14.10.1740 года;
- Казанский драгунский полк, с 11.12.1740 года;
- Казанский кирасирский полк, с 30.03.1756 года;
- Кирасирский генерал-поручика князя Михаила Волконского полк с 25.04. по 5.07.1762 года;
- в период с 8.04.1790 г. по 8.02.1792 г. входил в состав Лейб-кирасирского полка;
- Кирасирский генерал-лейтенанта Бордакова полк, с 31.10.1798 года;
- Кирасирский генерал-майора Мусина-Пушкина полк, с 7.02.1799 года;
- Кирасирский генерал-майора Левиза полк, с 11.03.1799 года;
- Кирасирский генерала-майора Фридериция полк, 19.12.1799 год;
- Кирасирский генерал-майора графа Головина полк, с 23.07.1800 года;
- Казанский кирасирский полк, с 31.03.1801 года;
- Казанский драгунский полк, с 31.07.1801 года;
- Один эскадрон направлен на составление Финляндского драгунского полка (13.06.1806);
- Драгунский Е.Выс. Принца Эмилия Гессенского полк, с 25.06.1841 года;
- Казанский драгунский полк, с 24.04.1856 года;
- Драгунский Е.И.В. Эрцгерцога Австрийского Леопольда полк, с 3.07.1856 года;
- Казанский драгунский Е.И.В. Эрцгерцога Австрийского Леопольда полк, с 19.03.1857 года;
- 9-й драгунский Казанский Е.И.В. Эрцгерцога Австрийского Леопольда полк, с 25.03.1864 года;
- 25-й драгунский Казанский Е.И.В. Эрцгерцога Австрийского Леопольда полк, с 18.08.1882 года[4];
- 25-й драгунский Казанский полк, с 11.07.1898 года;
- 9-й драгунский Казанский полк, с 6.12.1907 года;
- 9-й драгунский Казанский Е.И.В. Великой Княжны Марии Николаевны полк, с 14.06.1912 года;
- 9-й Драгунский Казанский полк, с 04.03.1917 года[5] в связи с отречением императора.

## История
- 15 июня 1701 года — сформирован в Москве, по указу царя Петра Алексеевича, боярином князем Б. А. Голицыным, в соответствии с традицией военного дела России того периода времени именовать полки по командирам и роду оружия (службы), под наименованием Драгунский полковника Михаила Зыбина полк[6], в другом источнике под наименованием Драгунский полковника Данила Шеншина полк[3], из дворян и дворянских недорослей подмосковных, заоцких и низовых городов («детей боярских … и казачьих и стрелецких»[6]). Позже поименован Драгунский полковника Василия Григорова полк, а на протяжении первой половины XVIII века несколько раз полк был переименован, в соответствии с фамилиями своих командиров (полковников).
- 1701—1709 годах — полк участвовал в Великой Северной войне в составе армии фельдмаршала Шереметева.
  - 4 сентября 1701 года — Принял бой при Ряпиной мызе.
  - 1701 год — участие в битве при Эрестфере.
  - 1702 год — участие в боевых действиях при Гумельсгофе, Роненбурге, Смилтене и Вольмаре.
  - 26 августа 1702 года — участие при взятии Мариенбурга.
  - 1703 год — Под Нарвой; разведка в Ревель; штурм Нарвы.
  - 18 октября 1706 года — При Калише.
  - 3 июля 1708 года — При Головчине.
- 1703 год — сформирована в составе полка гренадерская рота.
- 1711 год — участвовал в Прутском походе.
- 1722—1723 годы — участие в Персидском походе.
- 1736 год — полк участвует во взятии Азова в ходе русско-турецкой войны.
- 1741 год — полк принимает участие во взятии Вильманстранда в ходе русско-шведской войны.
- 1757—1762 годы — полк участвует в Семилетней войне, в частности в сражениях при Гросс-Егерсдорфе, Цорндорфе, Пальциге и Кунерсдорфе.

В 1790 году, в период Русско-турецкой войны, 1787—1791 годов, кирасирский полк, как и ещё один кирасирский и два карабинерных полка, участвовал в эксперименте, в ходе проводимой военной реформы, под руководством генерал-аншефа Светлейшего Князя Г. А. Потёмкина, для определения оптимальной организации формирований Русской армии того периода, на театре войны, были влиты в состав Лейб-Кирасирского полка. Эксперимент продолжился в период с 8 апреля 1790 года по 8 февраля 1792 года, в ходе него выяснилось что командование таким громоздким формированием затруднено и имело немалые трудности, и эксперимент был прекращен, полк вернули в прежнее состояние.
В 1812 году Казанский драгунский полк составил костяк первого в Отечественной войне «летучего отряда» — партизанского соединения под командованием генерал-адъютанта Винцингероде и будущего шефа жандармов Бенкендорфа.
- к 1897 году Казанские драгуны расквартированы в городе Тараща, Киевский военный округ. В 1901 году передислоцированны в город Житомир, Волынской губернии, тот же округ.

## Знаки отличия
- В работе А. Висковатова «Исторического описания одежды и вооружения российских войск… .», указано что знамёна ротных командиров (капитанов) полка в 1712 году: «красные, с изображением, в верхнем углу, у древка, золотого дракона.», а знамя командира полка (полковника) белое с монограммой Петра I.
- Георгиевский штандарт, образца 1876 года, с красными квадратами и золотым шитьем, с надписью — «За отличіе въ Турецкую войну 1877 и 1878 годовъ»[4], пожалаван 21.07.1878 года
- Георгиевский штандарт, образца 1900 года, с образом Спаса Нерукотворного, с красной каймой и золотым шитьём, пожалован 15 июня 1901 года. На полотнище надпись «1701 — 1801—1901».
- Юбилейная Александровская лента, с надписями: «1901 год.», «1701. Драгунскій Михаила Зыбина — Казанскій полкъ», «За отличіе въ Турецкую войну 1877 и 1878 годовъ», «25-го Драгунскаго Казанскаго полка.»

## Шефы
Шефы или почётные командиры:
- 25.04.1762 — 05.07.1762 — генерал-поручик (с 28.06.1762 генерал-аншеф) князь Волконский, Михаил Никитич
- 03.12.1796 — 11.12.1796 — генерал-лейтенант граф Дмитриев-Мамонов, Александр Матвеевич
- 11.12.1796 — 20.04.1797 — генерал-лейтенант принц Понятовский, Иосиф Андреевич
- 20.04.1797 — 07.02.1799 — генерал-майор (с 18.10.1798 генерал-лейтенант) Бардаков, Пётр Григорьевич
- 07.02.1799 — 11.03.1799 — генерал-майор Мусин-Пушкин, Пётр Клавдиевич
- 11.03.1799 — 23.07.1800 — генерал-майор Левиз, Фёдор Фёдорович
- 23.07.1800 — 17.01.1805 — генерал-майор граф Головин, Фёдор Сергеевич
- 19.01.1805 — 01.09.1814 — генерал-майор Черныш, Иван Иванович
- 25.06.1841 — 24.04.1856 — принц Эмилий Гессенский
- 03.07.1856 — 11.06.1898 — эрцгерцог Австрийский Леопольд
- 14.06.1912 — 04.03.1917 — великая княжна Мария Николаевна

## Командиры
- хх.хх.1701 — хх.хх.1701 — полковник Шеншин, Даниил Романович
- хх.хх.1701 — хх.хх.1703 — полковник Зыбин, Михаил Астафьевич
- хх.хх.1703 — хх.хх.1703 — полковник Григоров, Василий Васильевич
- хх.05.1703 — хх.08.1703 — подполковник Ахматов, Андрей Саввич
- хх.08.1703 — хх.03.1706 — полковник Астафьев, Афанасий Денисович
- хх.03.1706 — хх.хх.хххх — полковник барон фон Милен-Фельзен, Иоганн-Фердинанд-Адольф
- хх.хх.хххх — хх.02.1711 — подполковник Пулигний
- хх.02.1711 — хх.хх.1712 — полковник Моро де Бразе граф де Лион
- хх.хх.1712 — хх.хх.1718[7] — полковник Галант, Гурбанус Францискус
- хх.06.1719 — 21.07.1730 — полковник Пиц, Иван Иванович
- 03.06.1734 — 21.09.1738 — полковник князь Волконский, Григорий Фёдорович
- 27.11.1738 — хх.хх.1754 — полковник (с 25.04.1752 бригадир) Ливен, Виллим Григорьевич
- 20.03.1754 — 07.08.1755 — полковник фон Лорих (Лорх), Иоганн Балсыревич
- 25.12.1755 — 14.04.1759 — полковник (с 09.03.1759 бригадир) фон Сваненберг, Герасим
- 14.04.1759 — 01.07.1762 — полковник Романус, Аврам Иванович
- 29.07.1762 — 01.01.1770 — полковник (с 22.09.1768 бригадир) князь Долгоруков, Василий Владимирович
- 01.01.1770 — 10.07.1775 — полковник (с 17.03.1774 бригадир) Гейкинг, Христофор Иванович
- 28.08.1775 — хх.хх.1782[7] — полковник Жеребцов, Александр
- хх.хх.1783 — хх.хх.1788 — полковник (с 01.01.1787 бригадир) Львов, Сергей Лаврентьевич
- хх.хх.1788 — хх.хх.1790 — полковник (с 05.02.1790 бригадир) Рибопьер, Иван Степанович
- 01.01.1793 — 21.09.1797 — полковник Ланской, Пётр Сергеевич
- 25.02.1798 — 11.09.1798 — полковник Ребиндер, Роман Иванович
- 29.10.1798 — 19.12.1799 — полковник фон Кнорринг, Отто Фёдорович
- 14.01.1800 — 16.05.1803 — полковник фон Ярмерштет, Фёдор Фёдорович
- 12.11.1803 — 20.08.1807[8] — полковник Франгштейн, Ермолай Осипович
- 03.07.1808 — 26.01.1810 — подполковник Ивашенцов, Феодосий Петрович
- 11.08.1810 — 29.08.1814 — полковник (с 15.09.1813 генерал-майор) Юрлов, Иван Иванович
- 29.08.1814[9] — 01.01.1826 — подполковник (с 30.08.1816 полковник) Лобко, Лев Павлович
- 21.04.1826 — 13.11.1832 — полковник Балан, Иван Никитич
- 01.12.1832 — 11.12.1835 — полковник Прокофьев, Тихон Федотович
- 11.12.1835 — 01.01.1837 — полковник князь Гагарин, Иван Алексеевич
- 11.01.1837 — 10.11.1843 — флигель-адъютант полковник (с 11.04.1843 генерал-майор) Крутов, Михаил Иванович[10]
- 10.11.1843 — 13.03.1844 — флигель-адъютант полковник Лужин, Иван Дмитриевич
- 13.03.1844 — 20.12.1850 — полковник (с 03.04.1849 генерал-майор) Богданов, Козьма Семёнович
- 20.12.1850 — 08.03.1856 — полковник (с 27.03.1855 генерал-майор) Ребиндер, Максим Александрович
- 08.03.1856 — 05.01.1861 — полковник Ртищев, Николай Петрович
- 13.01.1861 — 09.03.1866 — полковник Войцехович, Пётр Антонович
- 09.03.1866 — 23.09.1870 — полковник Хлебников, Тимофей Андрианович
- хх.хх.1870 — 08.09.1872 — полковник Штраух, Николай Леонтьевич
- 08.09.1872 — 03.02.1878 — полковник Корево, Ярослав Викторович
- 03.02.1878 — 14.06.1884 — полковник Тимирязев, Николай Аркадьевич
- 30.06.1884 — 10.08.1886 — полковник Хрулёв, Николай Степанович
- 18.08.1886 — 05.12.1890 — полковник барон фон Штакельберг, Георгий Карлович
- 09.12.1890 — 03.12.1897 — полковник Козловский, Михаил Александрович
- 03.12.1897 — 16.12.1899 — полковник Папа-Афанасопуло, Николай Георгиевич
- 28.01.1900 — 24.05.1904 — полковник Пеунов, Мелетий Иванович
- 03.06.1904 — 31.05.1910 — полковник фон Мейер, Георгий Константинович
- 31.05.1910 — 31.05.1912 — полковник Бондырев, Сергей Аполлонович
- 14.06.1912 — 28.02.1916 — полковник (с 21.01.1916 генерал-майор) Кузьмин-Короваев, Константин Константинович
- 20.03.1916 — 28.08.1917 — полковник (с 20.05.1917 генерал-майор) Лосьев, Павел Петрович
- 28.08.1917 — 17.01.1918 — полковник Вергелес, Николай Мартынович

## Полковая песня

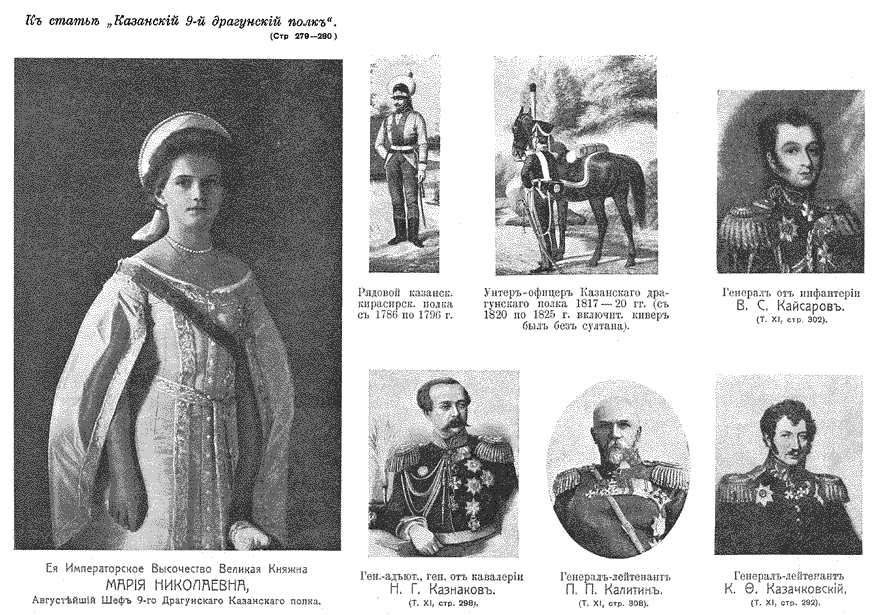
Рисунки из статьи «Казанский, 9-й драгунский, Её Императорского Высочества Великой Княжны Марии Николаевны, полк»
«Военная энциклопедия Сытина»; 1913 год

Споёмте песню полковую,
Потешим Батюшку-Царя,
Царевну нашу молодую
И грянем дружное ура!
Споём, как волею державной
Царя — Великого Петра
Родился полк Казанский славный
И нёс победное ура!
Кирасы прусские отбили
В кровопролитном мы бою.
И их в награду получили
На грудь геройскую свою.
Ура Царю — Отцу России
И Шефу — Дочери Царя,
Княжне Великия Марии,
Казанской всей семье — ура!
Споёмте песню полковую,
Потешим Батюшку-Царя,
Царевну нашу молодую
И грянем дружное ура!

## Известные люди, служившие в полку
- Гедеонов, Александр Михайлович — директор Императорских петербургских театров.
- Георгий (Задонский) (1789—1836) — затворник Задонского Рождество-Богородицкого монастыря.
- Каразин, Николай Николаевич — русский художник-баталист и писатель.
- Немирович-Данченко Афанасий Андреевич (1797- после 1857) Врач. Автор книг по медицине.
- Панин, Николай — русский генерал, герой русско-турецкой войны 1768—1774 гг.
- Шеховцев, Михаил Петрович — генерал от кавалерии, герой Отечественной войны 1812 года.
- О. Ф. Кнорринг — генерал-майор, командующий русской армией во время Финской войны.
- Бабичев, Иван Филаретович — авантюрист, переселившийся в Эфиопию (Абиссинию) и достигший там высокого положения.